# Neodistoma
Neodistoma is een monotypisch geslacht uit de familie Holozoidae en de orde Aplousobranchia uit de klasse der zakpijpen (Ascidiacea).

## Soorten
- Neodistoma mammillatum Kott, 1990